# 拜托，请你爱我
《拜托，请你爱我》（英語：Please Love Me），2019年中国偶像剧。由張雨劍、许晓诺领衔主演，這套電視劇是張雨劍和趙志偉的第二次合作。 ，芒果TV于2019年12月23日首播。

## 演员列表

### 主要演员
| 演員   | 角色   | 介紹 |
| 张雨剑 | 易涵   | 當紅男明星 裴呦呦的丈夫 高大帅气，表面高冷傲娇，私底下却是一个生活不能自理的人气男明星，喜欢收集手办，作为鼓手出道，紧接着唱而优则演，爆红。           |
| 许晓诺 | 裴呦呦 | 美術專業出身的美甲师 易涵的妻子 性格独立，倔强坚强的美甲师，幼年时，遭遇了父母离异，内心有对家的渴望，故而努力賺錢，希望能將從前與母親居住的屋子買下。 |

### 其他演员
| 演員   | 角色   | 介紹 |
| 高瀚宇 | 林天诺 | 新锐导演 裴呦呦的青梅竹馬 待人接物很是谦逊有礼，但是在艺术创作上毫不让步，喜歡裴呦呦。 |
| 陆妍淇 | 冉子书 | 女明星 千金小姐 从小就是被捧在手心里长大的小公主，要风得风，因为向往女演员的光鲜浮华，大手笔带资进组，一夜爆红，成为了炙手可热的小花。名氣大多是用錢砸出來的，由於出生極其富裕，故身邊的朋友都只是覬覦她的錢而靠近她。 |
| 逯子   | 阚迪   | 易涵經紀人 金牌经纪人，江湖人称女魔头。 |
| 吴崇轩 | 鹿鸣   | 裴呦呦同母异父的弟弟 美籍华裔，从小接受西方教育，自由开放，少年气十足。 |
| 趙志偉 | 顾辰羽 | 男演員 與易涵對戲的男一號。 |

## 电视原声帶
| 曲序 | 曲目                         |            | 作曲       | 演唱   |
| ---- | ---------------------------- | ---------- | ---------- | ------ |
| 1.   | 鱼与天空的午夜对白（片头曲） | 秦飞、林乔 | 都智文     | 戴景耀 |
| 2.   | 挽救（片尾曲）               | 星爵       | IKJOO SHIN | 寧桓宇 |
| 3.   | 明明（插曲）                 | 秦飛、星爵 | 張戀歌     | 張戀歌 |
| 4.   | 因為我（插曲）               | 周潔穎     | 林正       | 吳崇軒 |
| 5.   | 女孩的心思你别猜（插曲）     | 汪曉林     | 吳頌今     | 林子璐 |
| 6.   | 爱情買賣（插曲）             | 何欣       | 周宏濤     | 費定安 |

## 外部連結
- 電視劇《拜托，请你爱我》官方微博